# Красный Бор (Агрызский район)
Красный Бор (до начала 1920-х годов Пьяный Бор / Новый Пьяный Бор, тат. Пәнҗәр, Päncär) — село на юге Агрызского района Татарстана, Россия. Центр Красноборского сельского поселения; до 1920 года было центром Пьяноборской волости, а в 1930—60 годах — центром Красноборского района. По прежнему имени села получила своё название Пьяноборская археологическая культура.

## География
Расположено на берегу Нижнекамского водохранилища, на южном краю Сарапульской возвышенности. Расстояние до районного центра, города Агрыз, составляет 85,5 км по автодорогам на север.

### Климат
Климат в селе умеренно-континентальный, Dfb по классификации Кёппена. Средняя температура воздуха — 4,4 °C, среднегодовое количество осадков — 638 мм.
| Показатель                                                                             | Янв.  | Фев.  | Март | Апр. | Май  | Июнь | Июль | Авг. | Сен. | Окт. | Нояб. | Дек. |
| -------------------------------------------------------------------------------------- | ----- | ----- | ---- | ---- | ---- | ---- | ---- | ---- | ---- | ---- | ----- | ---- |
| Средний суточный максимум, °C                                                          | −9,1  | −8,4  | −1,8 | 7,5  | 16,6 | 21,4 | 24   | 21,8 | 15,3 | 6,8  | −1    | −6,7 |
| Средняя температура, °C                                                                | −11,3 | −10,7 | −4,3 | 3,6  | 12,7 | 17,9 | 20,6 | 18,4 | 12,3 | 4,7  | −2,7  | −8,7 |
| Средний суточный минимум, °C                                                           | −14   | −13,3 | −7,4 | −0,7 | 7,9  | 13,4 | 16,4 | 14,6 | 9,1  | 2,4  | −4,7  | −11  |
| Норма осадков, мм                                                                      | 48    | 37    | 41   | 37   | 52   | 66   | 64   | 67   | 60   | 62   | 54    | 50   |
| Источник: Климатические данные городов по всему миру. Дата обращения: 4 сентября 2024. |       |       |      |      |      |      |      |      |      |      |       |      |

## История
В окрестностях села найдены городища и селища I—III вв. н. э. Археологические находки этого периода (железный век) получили в 1901 году название Пьяноборская культура.
Населённый пункт впервые упоминается в 1680 году как село Новый Пьяный Бор, является самым древним русским селением на территории Агрызского района. Имеется несколько версий происхождения названия.
До 1797 года жители относились к категории дворцовых крестьян, затем — удельных крестьян. Основными занятиями жителей в тот период были земледелие, скотоводство, также были распространены пчеловодство, торговля, охота, рыболовство, лесозаготовки, кузнечный и красильный промыслы, а также подённая работа. В 1816—1826 годах была построена каменная трёхпрестольная Покровская церковь. С 1843 года ежегодно организовывались ярмарки.
В «Списке населенных мест по сведениям 1859—1873 годов», изданном в 1876 году, населённый пункт упомянут как удельное село Новый Пьяный бор (Пан-Зёра, Нан-Зёр) 2-го стана Елабужского уезда Вятской губернии. Располагалось при реке Каме, в 92 верстах от уездного города Елабуга. В селе в 226 дворах жило 2039 человек (946 мужчин и 1093 женщины), была православная церковь, действовал перевоз через реку Каму, а также хлебная пристань и контора пароходства.
В 1887 году по данным подворной переписи в селе Пьяный Бор Муновского сельского общества Пьяноборской волости того же уезда проживало 1917 жителей (954 мужского пола и 963 женского) в 343 дворах русских. Земельный надел села вместе с тремя выселками составлял 3548,9 десятины, из них 3234,8 десятины удобной земли. У жителей имелось 579 лошадей, 539 коров и 1516 единиц мелкого скота (овец, свиней и коз); 292 человека занимались местными промыслами (в том числе 150 подёнщиков), 219 — отхожими промыслами (в том числе 145 красильщиков), преимущественно в Уфимской губернии. Был 331 грамотный и 115 учащихся. У большинства хозяев скот пасся без пастухов, лишь некоторые нанимали пастуха. Также был развит кузнечный промысел. В селе располагалось волостное правление, церковь и церковно-приходская трёхклассная школа для мальчиков (позднее четырёх-, затем пятиклассная), земская школа для девочек, хлебная пристань и контора пароходства, 8 лавок, еженедельно проводились базары, а три раза в год — ярмарки.
В 1888 году открылась врачебная амбулатория, в 1894 году на частные пожертвования — библиотека.
По переписи 1897 года в селе Пьяный Бор (Новый) проживало 2554 человека (1202 мужчины, 1352 женщины), из них 2545 православных.
В 1905 году в селе проживало 2180 человек (1031 мужчина, 1149 женщин) в 450 дворах. В 1900 году появилась второклассная школа по подготовке учителей для начальных школ, а в 1907 году — отделение терапии. Население занималось земледелием, применялось трёхполье и примитивная техника, урожаи были низкими. Усилился процесс расслоения на кулаков, середняков и бедняков. Многие бедняки продавали свой надел и работали батраками у купцов, которым принадлежали лучшие здания в селе, или уезжали в город. В 1896 и 1914 годах село почти полностью выгорало от пожаров.
Нынешнее название присвоено селу в начале 1920-х годов. В 1929 году была закрыта церковь, в здании которой разместилась библиотека. В 1930 году основан колхоз «Прикамец». В том же году была открыта четырехклассная школа, в следующем году ставшая семилетней, а с 1935 года — средней.
В Великую Отечественную войну погибли 233 жителя села. В послевоенные годы жители стали постепенно переселяться на гору. В 1968 году в состав колхоза вошли колхозы ближайших населённых пунктов. В 1972 году построено нынешнее двухэтажное здание школы, а в 1975 году — детского сада. В 1970-х годах нижняя часть села частично (вместе с церковью) попала в зону затопления Нижнекамского водохранилища (до этого действовала паромная переправа через Каму на левый берег, в сторону Мензелинска). В 1978 году начал работу маслозавод. Окончательно церковь была разрушена в 1982 году.

### Административная принадлежность
До 1920 года село было центром Пьяноборской волости Елабужского уезда Вятской губернии. В 1920—1921 годах входило в Вотскую АО, а затем в Елабужский и Челнинский кантоны Татарской АССР.
В 1930—1960 годах Красный Бор был центром Красноборского района Татарской АССР. Затем недолго был в составе Бондюжского, потом Елабужского сельского районов, 4 марта 1964 года вошёл в состав Агрызского района.

## Население
На начало 2019 года в селе постоянно проживало 1438 человек, из них детей до 7 лет — 89 человек, от 7 до 17 лет — 171 человек, 441 мужчина и 391 женщина трудоспособного возраста и 161 мужчина и 185 женщин старше трудоспособного возраста.
| 1859 | 1877 | 1887 | 1897 | 1905 | 1920 | 1926 | 1938 | 1949 | 1958 | 1959 | 1970 | 1989 | 2002 | 2010 | 2021 |
| ---- | ---- | ---- | ---- | ---- | ---- | ---- | ---- | ---- | ---- | ---- | ---- | ---- | ---- | ---- | ---- |
| 2039 | 1917 | 1917 | 2554 | 2180 | 2582 | 2057 | 2208 | 1926 | 2254 | 2802 | 1702 | 1588 | 1601 | 1443 | 1529 |

### Половой состав
По переписи 2010 года в селе проживало 1443 человека (666 мужчин и 777 женщин). По переписи 2002 года — 1601 житель (757 мужчин и 844 женщины). По переписи 1959 года в селе жило 2802 человека (1203 мужчины и 1599 женщин).

### Национальный состав
По переписи 1926 года все жители были русскими.
По переписи 1989 года доля русских составила 65 %, доля татар — 23 %. По переписи 2002 года в селе было 63 % русских.
По переписи 2021 года в селе проживало 1529 человек. Из 1522 указавших национальность было 956 русских, 395 татар, 138 марийцев, 20 удмуртов и 15 представителей других национальностей. При этом русский язык был родным для 1028 человек (но практически все жители села им владели и его использовали), татарский — для 359, марийский — для 114 человек и удмуртский — для 17.

## Инфраструктура
Село электрифицировано и газифицировано, имеются 4 газовые котельные. Есть водопровод. В 2005 году установлена АТС на 400 номеров. Жители села работают преимущественно в агрофирме «Ак Барс — Агрыз» и различных КФХ. Действуют средняя школа на 480 учащихся по проекту (ныне 90 учеников, 15 учителей), детский сад «Теремок» проектной вместимостью 110 мест (ныне 24 воспитанника, 3 педагога), дом культуры с библиотекой, Красноборская участковая больница с подстанцией скорой помощи, аптека, пожарная часть, детский приют и пекарня (открылись в 2007 году). Из промышленных объектов также действуют Агрызская РЭГС (районная эксплуатационно-газовая служба). Из недействующих объектов имеются производственная база Камского речного пароходства и Красноборская ПМК. Жилой фонд села представлен многоквартирными и индивидуальными домами общей площадью жилых помещений 12 тыс. м² и 40,2 тыс. м² соответственно, также на территории 4 га расположено садоводческое товарищество «Прикамец» с 80 садовыми участками. Продолжается активное строительство индивидуальных домов. Есть кафе «Авокадо», 2 магазина ПО «Красноборский» и 6 частных, отделения почтовой связи и Сбербанка и участковый пункт полиции. В 2009 году построено современное картофелехранилище к северу от села. Также из сельскохозяйственных объектов действуют ферма КРС на 45 голов, зернохранилище (но есть и недействующие объекты). Из рекреационных объектов имеются детский оздоровительный лагерь «Алмалы» на 80 мест и лодочная станция «Парус».
В 1977 году установлен памятник революционеру Н. Г. Маркину напротив места его гибели в 1918 году. В его честь также называется главная улица села. Общая протяжённость улиц составляет 14,52 км, из них 2,65 км с асфальтовым покрытием, 1,35 — с переходным (щебень или гравий) и 10,52 км с грунтовым покрытием. В 2017 году открылась мечеть, с 2016 года строится православная церковь мученицы Елисаветы. В границах села находится кладбище площадью 5,7527 га и заполненностью 80 %.

## Известные люди
- Нурутдинов, Дамир Махмутович — Герой Социалистического Труда.